# Eutelsat 117 West A
Eutelsat 117 West A (früher: SATMEX 8) ist ein kommerzieller Kommunikationssatellit der Firma Satélites Mexicanos S.A. de C.V. Er ersetzte SATMEX 5.

## Missionsverlauf
Der Satellit wurde unter der ursprünglichen Bezeichnung SATMEX 8 am 26. März 2013 mit einer Proton-Trägerrakete vom Kosmodrom Baikonur in eine geostationäre Transferbahn mit einem erdnächsten Punkt von 6.146 km, einem erdfernsten Punkt von 35.803 km und einer Inklination von 18,36° gebracht. Mit Hilfe von fünf Zündungen der Bris-M-Oberstufe wurde der Satellit 9 Stunden und 13 Minuten nach dem Start in seinem Zielorbit ausgesetzt.
Der dreiachsenstabilisierte Satellit ist mit 40 Ku-Band- (+ 6 Reserve) und 24 C-Band-Transpondern (dazu 13 Reserve) ausgerüstet und soll von der Position 116,8° West aus den gesamten amerikanischen Kontinent mit Fernseh- und Radioprogrammen sowie Telekommunikationsdienstleistungen versorgen. Er wurde auf Basis des Satellitenbus LS-1300 von Space Systems/Loral gebaut und besitzt eine geplante Lebensdauer von 15 Jahren.
Nachdem der Betreiber Satmex von Eutelsat übernommen worden war, wurde der Satellit im Mai 2014 in Eutelsat 117 West A umbenannt.